# آدي ماكفيل
آدي ماكفيل (بالإنجليزية: Addie McPhail)‏ هي ممثلة أمريكية، ولدت في 15 يوليو 1905 في ويت بلينز في الولايات المتحدة، وتوفيت في 14 أبريل 2003 في كانوغا بارك ‏ في الولايات المتحدة.

## وصلات خارجية
- آدي ماكفيل على موقع IMDb (الإنجليزية)
- آدي ماكفيل على موقع أول موفي (الإنجليزية)
- آدي ماكفيل على موقع قاعدة بيانات الفيلم (الإنجليزية)